# Märkischer Sportverein 1919 Neuruppin e.V.
Märkischer Sportverein 1919 Neuruppin e.V. é uma agremiação esportiva alemã, fundada em 1919, sediada em Neuruppin, no norte de Brandemburgo.  A equipe de futebol e seu time juvenil fazem parte de uma associação desportiva de cerca de 1.000 membros que compõem departamentos de atletismo, bilhar, boxe, xadrez, desporto adaptado, ginástica, caminhadas, natação, tênis de mesa, voleibol, e lazer em geral.

## História
O clube foi formado originalmente como Neuruppiner Turnerbund no outono de 1919. Evoluiu por conta dos militares para clube desportivo Militärsportverein Neuruppin antes de se tornar Märkischer Sportverein Neuruppin. Após a eclosão da Segunda Guerra Mundial, foi restabelecido como SG Neuruppin, no outono de 1945, e em seguida, passou por uma rápida sucessão de mudanças de nome por várias vezes como GSZ Neuruppin (1948), Nordwest Neuruppin (1949), BSG Konsum Neuruppin (1950), BSG Empor Mitte Neurppin (1951) e, finalmente, BSG Empor Neuruppin (1952). O clube jogou ainda como Elektronik Neuruppin 1983 a 1989 e, depois da reunificação alemã, foi conhecido resumidamente como TuS Neuruppin antes de reafirmar o seu nome atual em 1990.
Atuou com campanhas simplórias na Alemanha Oriental, pela quarta divisão, a Berzirksliga Potsdam durante a maior parte dos anos 1950 e 1960. Em meados dos anos 1970, o Neuruppin iniciou uma escalada que o levou a um primeiro lugar no Grupo 1 da divisão em 1980, mas apesar de ser incapaz de avançar, continuou a concluir fortemente as temporadas até meados dos anos 1980. O clube não dispõe de qualquer outro sucesso em campo significativo até a virada do milênio.
Após a fusão das ligas de futebol dos dois lados da Alemanha no início dos anos 1990, o Neuruppin iria inicialmente competir no que era a Landesliga Brandenburg (V). Uma reestruturação das ligas, em 1994, tornou a divisão um circuito de sexta camada, na qual o clube apresentou resultados irregulares, até a conquista do campeonato da divisão em 2000 e avançar para a Verbandsliga Brandenburg (V). O Neuruppin imediatamente venceu um segundo título e foi promovido para a Oberliga Nordost-Nord (IV). A equipe obteve um bom desempenho nesse nível, ganhando consistentemente colocações na parte superior da tabela, incluindo os segundos lugares em cada uma das duas últimas temporadas.
Em 2004-2005 o MSV terminou atrás do pelotão. Atrás da segunda equipe de Hansa Rostock, que se recusou à promoção. O fato levou o Neuruppin à participação nos play-offs válidos pelo acesso ao terceiro nível, a Regionalliga, na qual foi derrotado pelo FC Carl Zeiss Jena por 2 a 0 e 2 a 1. 
No entanto, o clube foi capaz de chegar ainda mais longe nessa temporada como campeão da Brandenburgpokal (Copa de Brandemburgo), ao derrotar o SV Babelsberg 03 por 2 a 1. A conquista o classificou na temporada 2005-2006 à Copa da Alemanha, mas em  25 de agosto de 2005, o Neuruppin foi goleado por 4 a 0 na primeira fase contra o FC Bayern de Munique à frente de 33 mil espectadores, o maior número de espectadores de um jogo do MSV.
Na temporada 2005-2006 o clube manteve a regularidade anterior, terminando em segundo lugar, atrás somente do 1. FC Union Berlin. Infelizmente, um anúncio feito pela gestão do mau estado financeiro da associação, impediria qualquer adesão à Regionalliga (IV). A terrível situação fora dos gramados contribuiu significamente sobre a campanha e a levou ao colapso da outrora  competitiva equipe na temporada seguinte. Depois de ser rebaixado à Oberliga em 2006-2007, o time não participou da Verbandsliga seguinte, competindo, no entanto, na Landesliga Brandenburg-Nord (VII) em 2008-2009.

## PLANTEL 13/14
Goleiros: 
Daniel Fraufarth, Sascha Hädicke
Defesa:
Michael Engel, Jakob Krüger, Sebastian Skupke, Stefan Krüger, Alex Riehl, Florian Riehl
Meio Campo:
Martin Dombrowksi, Christoph Sperberg, Marcel Weckwerth, Enrico Hinzer, Hannes Göhlke, Oswaldo Proenca, Alex Wolff, Eirinas Eric Freidgeim
Ataque: 
Christian Stölke, Jens Schmidt, Paul Döbbelin
Treinador: Dietmar Bletsch

## Títulos
- Landesliga Brandenburg-Nord (VI) Campeão: 2000;
- Verbandsliga Brandenburg (V) Campeão: 2001;
- Brandenburgpokal (Brandenburg Cup) Vencedor: 2005;